# Burg Blankenheim
Die Burg Blankenheim ist eine Schlossanlage oberhalb der Gemeinde Blankenheim in der Eifel. Sie wurde als Höhenburg um das Jahr 1115 von Gerhard I. errichtet und war der Stammsitz der Familie von Blankenheim.

## Geschichte

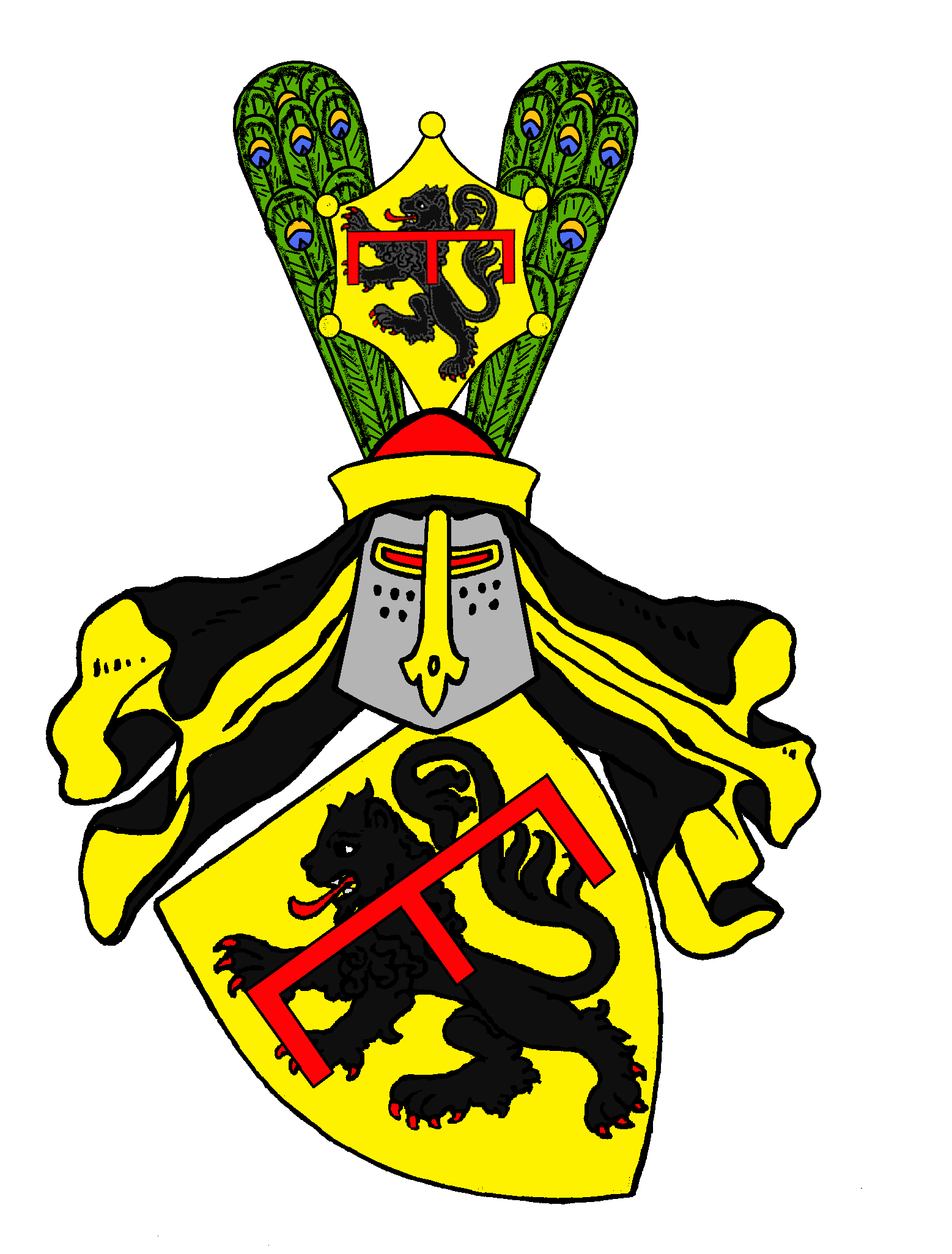
Stammwappen der Herren und Grafen von Blankenheim

Die Herren von Blankenheim wurden 1380 in den Grafenstand erhoben. Nach dem Tod des letzten regierenden Grafen von Blankenheim aus dem Heinsbergischen Haus Loen, Wilhelm II., erbte 1468 Dietrich III., Graf von Manderscheid, über seine Gemahlin die Grafschaft Blankenheim und die Herrschaft Schleiden sowie Gerhardstein (Gerolstein) und nannte sich ab 1469 Graf von Manderscheid und Blankenheim. Er teilte seinen Besitz 1488 unter seinen drei Söhnen auf, wobei der zweite Sohn, Graf Johann, die Grafschaft Blankenheim, Jünkerath, die Burg Gerolstein und Teile der Herrschaft Mechernich erbte und die Linie Manderscheid-Blankenheim-Gerolstein begründete.
Die Linie Manderscheid-Blankenheim(-Gerolstein) ist häufig in geistlichen Spitzenpositionen des Alten Reiches anzutreffen: Johann Moritz Gustav von Manderscheid-Blankenheim war Erzbischof von Prag, Johann IV. von Manderscheid-Blankenheim Bischof von Straßburg; Elisabeth von Manderscheid-Blankenheim-Gerolstein, Clara Elisabeth von Manderscheid-Blankenheim, Margarete Elisabeth von Manderscheid-Blankenheim und Anna Salome von Manderscheid-Blankenheim waren Fürstäbtissinnen von Essen. Des Weiteren finden sich Kölner Domherren und Domdechanten, wie z. B. Philipp Salentin von Manderscheid-Blankenheim-Gerolstein.
Karoline von Manderscheid-Blankenheim wurde 1783 Fürstin von und zu Liechtenstein. Mit Maria Franziska fiel 1742 Manderscheid-Kail an Manderscheid-Blankenheim. Aber schon 1780, nach dem Aussterben der Grafen von Manderscheid-Blankenheim im Mannesstamm, fiel der Besitz an den böhmischen Grafen Philipp Christian von Sternberg, der 1762 Augusta von Manderscheid-Blankenheim geheiratet hatte, und sich nun Sternberg-Manderscheid nannte.
Revolutionstruppen besetzten 1794 in der Franzosenzeit das Linke Rheinufer und die Eifel, Gräfin Augusta floh in die Heimat ihres Mannes nach Böhmen. Dabei wurden zwei Wagen gefüllt mit Urkunden und Besitznachweisen mitgeführt. Später versuchte die Gräfin von Prag aus ihren Besitz in der Eifel einzuklagen, dieser Versuch scheiterte jedoch. Für den Verlust der linksrheinischen Gebiete Blankenheim, Jünkerath, Gerolstein und Dollendorf an Frankreich wurden die Grafen von Sternberg-Manderscheid im Reichsdeputationshauptschluss 1803 mit den oberschwäbischen Abteien Schussenried und Weißenau entschädigt. 1806 wurden diese mediatisiert und kamen an das Königreich Württemberg. 1835 erlosch mit Johann Wilhelm (* 1765), säkularisierter Domherr zu Passau und Regensburg, die Linie Sternberg-Manderscheid im Mannesstamm. Die beiden Klostergüter wurden von den Nachkommen 1835 an das Württembergische Königshaus verkauft.

## Anlage

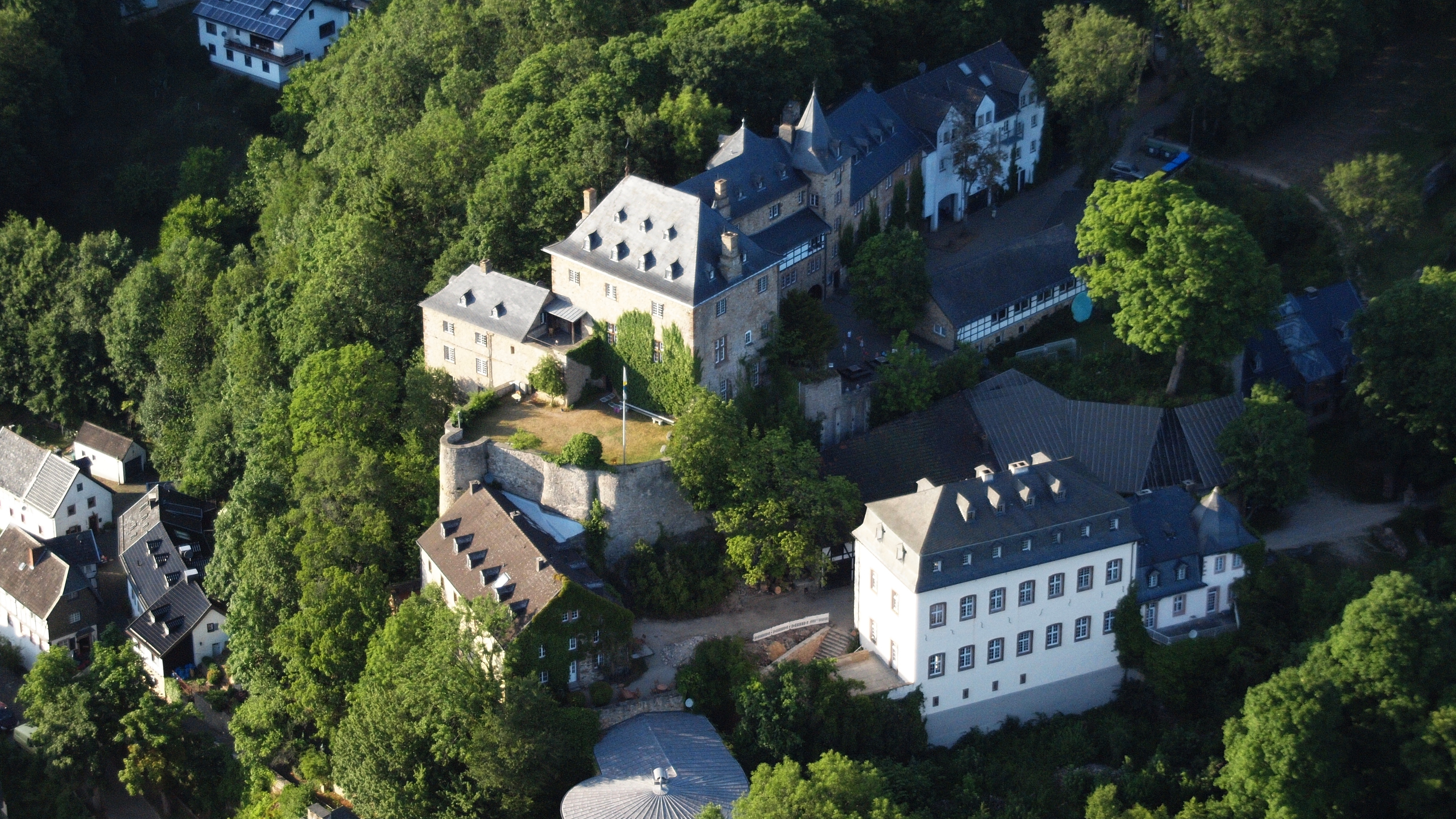
Burg Blankenheim, Luftaufnahme (2015)

Die Anlage wurde vielfach umgebaut, und so entstand mit der Zeit aus einer mittelalterlichen Wehranlage ein barockes Schloss mit barockem Garten und einer Orangerie. Das Ende kam im September 1794, als französische Truppen in Blankenheim einmarschierten. Die Gräfin Augusta von Manderscheid-Blankenheim floh mit ihrer Familie nach Böhmen.
Das Schloss blieb lange unbewohnt und 1894 begann Preußen mit Sicherungsmaßnahmen, während das 1786 erbaute spätbarocke Kanzleigebäude der Unterburg in Privatbesitz (Familie Vüllers) kam.
Die Burgruine Blankenheim wurde 1907 vom Provinzialkonservator der Rheinprovinz Paul Clemen dem Düsseldorfer Architekten Ernst Stahl als Geschenk angeboten, der das Präsent aus unbekannten Gründen ablehnte. In einem Erlass vom 29. April 1926 verfügte der preußische Minister für Wirtschaft und Volksbildung die Übereignung der Ruine an die Deutsche Turnerschaft. Für die ca. 25.000 Jugendlichen des Turnerbundes sollte die Burgruine als Jugendheim mit Jugendherberge ausgebaut werden. Etliche zugehörige Pläne des Düsseldorfer Architekten Ernst Stahl aus dem Jahr 1926 sind im Archiv der Deutschen Burgenvereinigung im Schloss Philippsburg erhalten. Dennoch ist die Arbeit Stahls als verantwortlichem Architekten für die Jahre 1927 (Grundsteinlegung) bis 1929 nicht gesichert. Differenzen mit dem Turnerbund belegt ein Briefwechsel aus Stahls Nachlass, der sich im Archiv der Deutschen Burgenvereinigung befindet. Der erste Bauabschnitt umfasste den Ausbau des Alten Palas, den Südwestanbau und einen kleinen Teil des an die Nordseite des Palas anstoßenden Seitenflügels. Nach dem Aussehen der ausgeführten Bauten zu schließen, war vermutlich Ernst Stahl der zuständige Architekt, denn die zahlreichen von Ernst Stahl aufgebauten Jugendherbergen in Burgen zeigen deutliche Ähnlichkeiten. Nach Abschluss des ersten Bauabschnitts 1929 hatte die Anlage 80 Betten und 150 Behelfsbetten. Die Nutzung des Jugendheims sollte durch die Turnerschaft und die der Herberge durch die wandernde Jugend erfolgen. In einem zweiten Bauabschnitt sollte ab 1929 die Kapazität um 30 Betten für Mädchen, um 35 Betten für Jungen und um 30 Betten im Jungturnerinnenheim erweitert werden. Dieser Bauabschnitt wurde aus finanziellen Gründen zunächst nicht umgesetzt.
1936 ging die Anlage in das Eigentum des Deutschen Jugendherbergswerkes über. In den Jahren 1949 bis 1952 fertigte Ernst Stahl ein großes Konvolut von detaillierten Plänen an, die den weiteren Ausbau und die Ausstattung betreffen. Ernst Stahl war ein Spezialist im Einbau von Jugendherbergen in Baudenkmalen, speziell in Burgen, wie etwa die Burg Stahleck, die Burg Monschau und Burg Freusburg oder Schloss Burg an der Wupper.
In ihrer Frühzeit war die Burg auf in Zisternen gesammeltes Regenwasser oder herangetragenes Wasser angewiesen. Daher ließ Graf Dietrich III. von Manderscheid-Blankenheim 1469 einen Tunnel durch den Tiergarten genannten Höhenrücken graben. Durch diesen floss das Wasser der Quelle „In der Rhenn“ in einer etwa einen Kilometer langen Deichelleitung zur Burg. Dieser Tiergartentunnel wurde 1996 wiederentdeckt.

## Persönlichkeiten
Der Jurist und katholische Politiker Moritz Lieber wurde am 1. Oktober 1790 auf Burg Blankenheim geboren.